# Charles Thomas Haden
Pour les articles homonymes, voir Haden.
Charles Thomas Haden, né le 2 décembre 1786 à Derby et mort en 1824, est un médecin et chirurgien britannique, connu pour ses liens d'amitié avec la femme de lettres anglaise Jane Austen dans les dernières années de sa vie. En médecine, on lui doit l'introduction de l'usage du stéthoscope en Grande Bretagne et le traitement symptomatique de la goutte par le colchicine.

## Biographie
Charles Haden est le fils d'un chirurgien estimé de Derby. Il fait ses études médicales à l'université d'Édimbourg et à Londres où il devient membre du Collège royal de chirurgie en 1806. Il se rend ensuite à Paris pour compléter sa formation auprès de Laennec. C'est grâce à l'influence de ce dernier qu'il ramène le stéthoscope en Angleterre et qu'il en inaugure l'usage dans son pays. Durant 4 années, de 1810 à 1814, il exerce la chirurgie dans le Derbyshire. Puis, suivant le conseil du Dr John Clarke, il s'établit à Londres en pratique privée, au 64 Sloane Street dans le quartier de Chelsea.
Au cours du dernier trimestre de l'année 1815, Haden noue une relation d'amitié avec la romancière Jane Austen. En octobre 1815, il est appelé par celle-ci au chevet de son frère Henry atteint d'une pneumonie à son domicile londonien du 23 Hans Place, situé à proximité du cabinet médical. Ses qualités humaines et sa compétence professionnelle font une vive impression sur Jane Austen, et une fois Henry sorti de la phase critique, Charles Haden continue à  être régulièrement invité à dîner par les Austen. Il entame même une relation sentimentale avec la nièce de Jane, Fanny Knight, venue les rejoindre en novembre et agrémentant leurs soirées en jouant de la harpe. Jane adresse à sa sœur Cassandra des lettres rédigées en des termes élogieux à l'égard du jeune médecin. Cependant elle ne le reverra plus après son départ définitif de Londres et son retour à Chawton, le 16 décembre 1815.
En avril 1816, il épouse Emma Harrison, chanteuse et fille de Samuel Harrison, un célèbre chanteur anglais, et deux ans plus tard naît leur fils, Francis Seymour Haden (1818-1910), futur chirurgien, obstétricien et artiste graveur. Cette naissance se complique pour la jeune mère d'une fièvre puerpérale à laquelle elle survivra, grâce à l'intervention du Dr John Armstrong, auteur d'un essai remarqué sur cette affection et qui à cette époque fait autorité dans ce domaine. Dans les années suivantes, Charles Haden mène une vie  active: il est vice président de l'association des apothicaires et chirurgiens apothicaires, auteur d'une traduction du Formulaire de Magendie et d'une monographie sur la colchique, et membre du comité éditorial de la revue The Medical Intelligencer. Il meurt pématurément, âgé seulement de 37 ans, de complications d'un anévrysme de l'aorte thoracique.